# Парламентские выборы в Великобритании (1837)
Парламентские выборы в Великобритании 1837 года прошли с 24 июля по 18 августа и стали двенадцатыми парламентскими выборами в истории Соединённого королевства Великобритании и Ирландии после Актов об унии 1800 года и третьими после Великой реформы 1832 года. В ходе выборов были избраны 658 членов Палаты общин, нижней палаты парламента Соединённого Королевства. Выборы проводились досрочно в связи со смертью короля Вильгельма IV и восшествием на престол королевы Виктории. На выборах виги одержали четвертую победу подряд, хотя консерваторы во главе с Робертом Пилем продолжали набирать силу.
Максимальный срок паламента в то время составля семь лет с даты первого заседания. Максимальный срок мог быть и обычно сокращался, когда монарх распускал парламент до истечения его срока, а также в связи со смертью монарха. Закон о престолонаследии 1707 года предусматривал роспуск парламента через шесть месяцев после смерти монарха, что было отменено Актом о реформе 1867 года. Двенадцатый парламент (1835—1837) стал последним, который был распущен из-за смерти монарха.

## Политическая ситуация
Противодействие короля Вильгельма IV реформаторским идеям вигов привело к тому, что в ноябре 1834 года монарх отправил в отставку виконта Мельбурна. Затем он дал возможность тори во главе с Робертом Пилем сформировать правительство. Неспособность Пиля получить большинство в Палате общин на выборах в январе 1835 года сделала невозможным его правление в апреле того же года и виги во главе с Мельбурне вернулись к власти. Победа коалиции вигов, радикалов и рипилеров на выборах 1835 года и неспособность Роберта Пиля получить большинство в Палате общин, вынудила, недовольного реформаторскими идеями вигов, в апреле того же года отправить в отставку консервативный кабинет и вернуть виконта Мельбурна. Это был последний раз, когда британский монарх пытался назначить правительство в соответствии со своими собственными предпочтениями.
20 июня 1837 года умер король Вильгельм IV, и на престол взошла его дочь Виктория. Палата общин была распущена в соответствии с Законом о престолонаследии 1707 года, и в июле—августе состоялись новые выборы. Хотя консерваторам, как в то время уже начали называть тори, удалось расширить своё представительство в парламенте, но всё же коалиции вигов, радикалов и рипилеров удалось сохранить большинство, что позволило кабинету Мельбурна остаться у власти.

## Даты выборов
В тот период в Великобритании не было единого дня выборов. Получив королевский приказ о назначении выборов, местное должностное лицо, ответственное за их проведение, устанавливало график голосования для конкретного избирательного округа или округов, которые входили в сферу его ответственности. Голосование в округах могло продолжаться в течение многих дней, пока депутат не будет избран.

## Результаты
|        |              |                 |           |         |        |         |       |         |
| Партия | Партия       | Лидер           | Кандидаты | Голоса  | Голоса | Голоса  | Места | Места   |
| Партия | Партия       | Лидер           | Кандидаты | Голоса  | %      | ± п. п. | Места | ± п. п. |
|        | Виги         | Виконт Мельбурн | 510       | 418 331 | 52,42  | ▼ 4,8   | 344   | ▼ 41    |
|        | Консерваторы | Роберт Пиль     | 484       | 379 694 | 47,58  | ▼ 4,8   | 314   | ▲ 41    |
|        | Всего        | Всего           | 994       | 798 025 | 100    | ▬       | 685   | ▬       |

### Результаты выборов по регионам
| Партия | Партия       | Великобритания | Великобритания | Великобритания | Великобритания | Великобритания | Великобритания | Великобритания | Англия    | Англия  | Англия | Англия | Англия | Англия | Англия | Шотландия | Шотландия | Шотландия | Шотландия | Шотландия | Шотландия | Шотландия |
| Партия | Партия       | Кандидаты      | Голоса         | %              | ±              | Места          | ±              | Б/А            | Кандидаты | Голоса  | %      | ±      | Места  | ±      | Б/А    | Кандидаты | Голоса    | %         | ±         | Места     | ±         | Б/А       |
| ------ | ------------ | -------------- | -------------- | -------------- | -------------- | -------------- | -------------- | -------------- | --------- | ------- | ------ | ------ | ------ | ------ | ------ | --------- | --------- | --------- | --------- | --------- | --------- | --------- |
|        | Виги         | 422            | 379 961        | 51,8           | ▼5,4           | 271            | ▼46            | 81             | 380       | 281 576 | 51,1   | ▼6,3   | 264    | ▼83    | 100    | 49        | 22 082    | 54,0      | ▼8,8      | 33        | ▼5        | 15        |
|        | Консерваторы | 414            | 353 000        | 48,2           | ▲5,4           | 284            | ▲46            | 102            | 348       | 321 124 | 48,9   | ▲6,3   | 239    | ▲39    | 80     | 35        | 18 569    | 46,0      | ▲8,8      | 20        | ▲5        | 7         |
| Всего  | Всего        | 836            | 732 961        | 100            | ▬              | 555            | ▬              | 183            | 658       | 491 540 | 100    | ▬      | 464    | ▬      | 177    | 84        | 40 651    | 100       | ▬         | 53        | ▬         | 22        |

| Партия | Партия       | Уэльс     | Уэльс  | Уэльс | Уэльс | Уэльс | Уэльс | Уэльс | Ирландия  | Ирландия | Ирландия | Ирландия | Ирландия | Ирландия | Ирландия | Университеты | Университеты | Университеты | Университеты | Университеты | Университеты | Университеты |
| Партия | Партия       | Кандидаты | Голоса | %     | ±     | Места | ±     | Б/А   | Кандидаты | Голоса   | %        | ±        | Места    | ±        | Б/А      | Кандидаты    | Голоса       | %            | ±            | Места        | ±            | Б/А          |
| ------ | ------------ | --------- | ------ | ----- | ----- | ----- | ----- | ----- | --------- | -------- | -------- | -------- | -------- | -------- | -------- | ------------ | ------------ | ------------ | ------------ | ------------ | ------------ | ------------ |
|        | Виги         | 20        | 10 144 | 47,2  | ▲11,1 | 13    | ▼2    | 6     | 88        | 38 370   | 57,6     | ▲9,9     | 73       | ▲5       | 34       | 1            | 186          | 9,6          | н/д          | 0            | ▬            | 0            |
|        | Консерваторы | 25        | 11 616 | 52,8  | ▼11,1 | 19    | ▲2    | 11    | 70        | 26 694   | 41,5     | ▼9,9     | 30       | ▼5       | 19       | 6            | 1 691        | 90,1         | н/д          | 6            | ▬            | 6            |
| Всего  | Всего        | 45        | 21 760 | 100   | ▬     | 32    | ▬     | 17    | 158       | 65 064   | 100      | ▬        | 103      | ▬        | 53       | 6            | 1,877        | 100          | ▬            | 6            | ▬            | 6            |

### Комментарии
1. ↑  Коалиция вигов, радикалов и рипилеров.
2. ↑  Включая 115 депутатов, избранных безальтернативно.
3. ↑  Включая 127 депутатов, избранных безальтернативно.
4. 1 2  Голосование состоялось только в 416 округах из 658. В 242 округах голосование не проводилось из-за отсутствия альтернативных кандидатов.
5. ↑  Избирательные округа различались по числу избираемых членов Палаты общин, самые маленькие избирательные округа избирали 1 члена, а самые большие — 4. Заштрихованная окраска используется в избирательных округах, избравших от депутатов разных партий. Таким образом, штриховка 2:1 указывает на то, что 2 из 3 избранных парламентариев были представителями одной партии, а оставшийся член — представителем другой.
6. ↑  Приведённые здесь данные о количестве мест партии вигов включают спикера Палаты общин.